# Baetis vernus
Baetis vernus är en dagsländeart som beskrevs av Curtis 1834. Baetis vernus ingår i släktet Baetis, och familjen ådagsländor. Arten är reproducerande i Sverige.